# モルジヌ
モルジヌ(Morzine)はフランス共和国オーヴェルニュ＝ローヌ＝アルプ地域圏オート＝サヴォワ県の町。
フランスでも人気のあるスキーリゾート地の一つであるモルジヌ＝アヴォリアMorzine-Avoriazが域内にある。町名（ケルト語の境界を意味するといわれる）の通り、フランスとスイスの国境近くに位置する。